# Powiat kłodzki
Powiat kłodzki är ett administrativt distrikt (powiat) i Nedre Schlesiens vojvodskap i sydvästra Polen. Distriktet är beläget omkring Kłodzkodalen på norra sidan av bergskedjan Sudeterna och gränsar i väster, söder och öster mot Tjeckien. Huvudort är staden Kłodzko. Distriktet hade 163 158 invånare år 2010.

## Administrativ kommunindelning
Distriktet indelas i fjorton kommuner (gminy), varav fem stadskommuner, sex stads- och landskommuner och tre landskommuner.
| Stadskommuner - Duszniki-Zdrój - Kłodzkos stad - Kudowa-Zdrój - Nowa Rudas stad - Polanica-Zdrój Stads- och landskommuner - Bystrzyca Kłodzka - Lądek-Zdrój - Międzylesie - Radków - Stronie Śląskie - Szczytna Landskommuner - Gmina Kłodzko, Kłodzkos landskommun - Lewin Kłodzki - Gmina Nowa Ruda, Nowa Rudas landskommun |

## Kultur och sevärdheter
Powiat kłodzki, och Nowa Ruda i synnerhet, är skådeplatsen för flera av författaren Olga Tokarczuks berättelser. I Kłodzko finns distriktets regionala museum, med historiska utställningar. Kłodzkodalen har en omfattande turistverksamhet året runt, med flera naturreservat, turisthotell och kurorter.